# Brigadgeneral
Brigadgeneral (förkortning: bgen) är en militär generalsgrad.

## Sverige
I Sverige är brigadgeneral en enstjärnig general, den fjärde högsta officersgraden i den svenska Försvarsmakten över överste och under generalmajor. Graden ersatte från och med den 1 juli 2000 den tidigare överste av första graden (Öv 1.). Detta gäller vid nyutnämningar. Detsamma gäller för amfibiekåren (f.d. kustartilleriet) och flygvapnet. I flottan heter motsvarande grad flottiljamiral.

## Gradbeteckningar

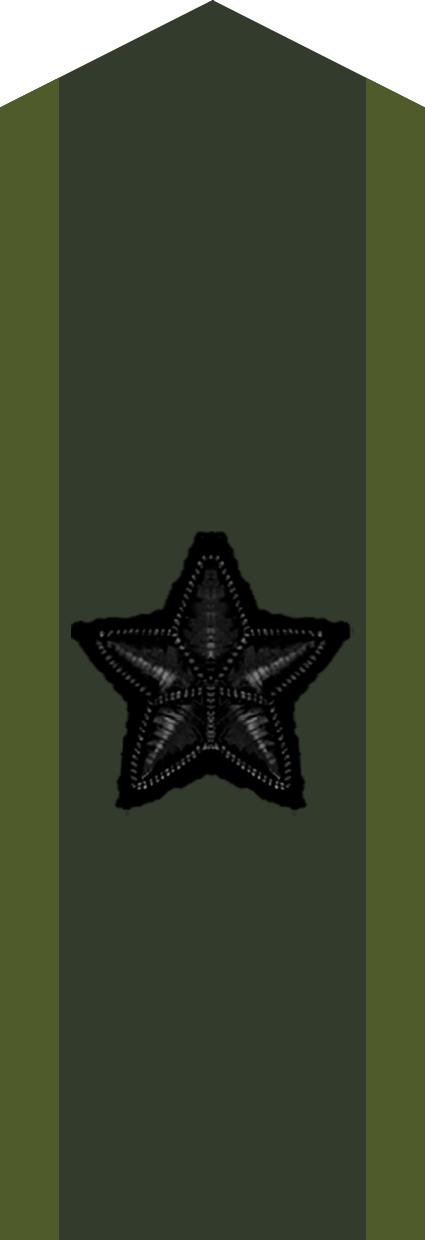
Sverige, fältuniform
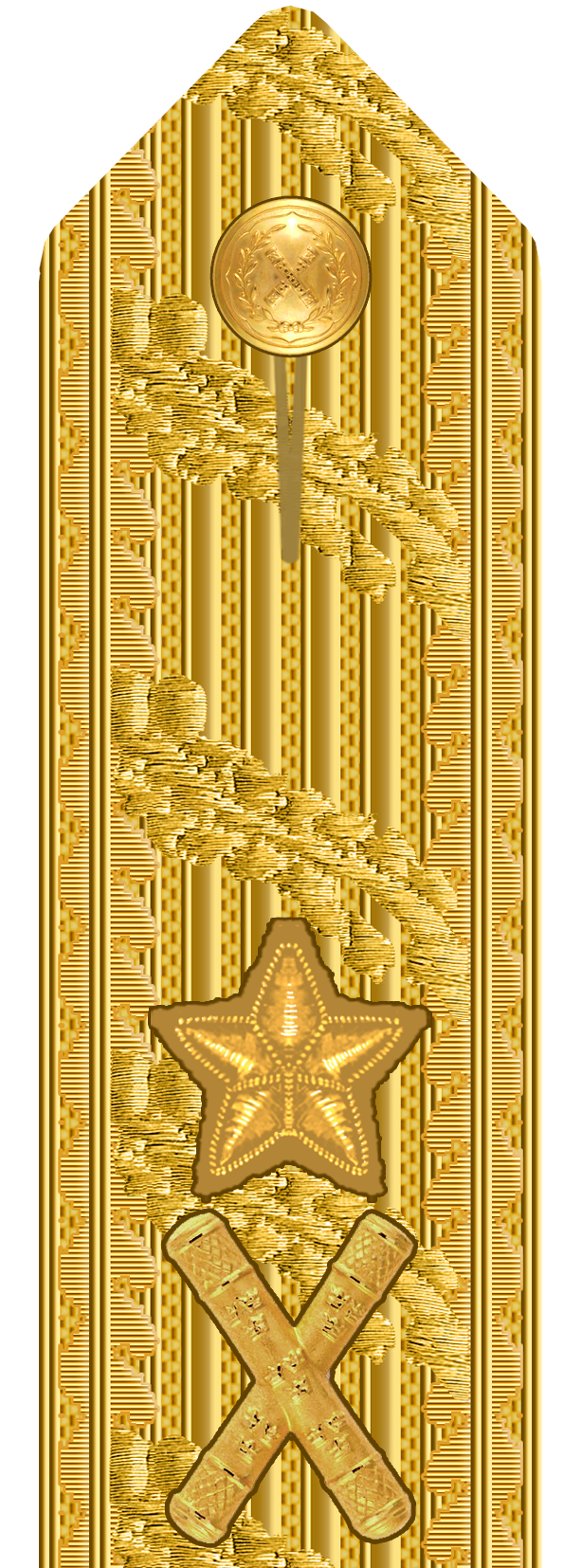
Sverige, armén (uniform m/87)
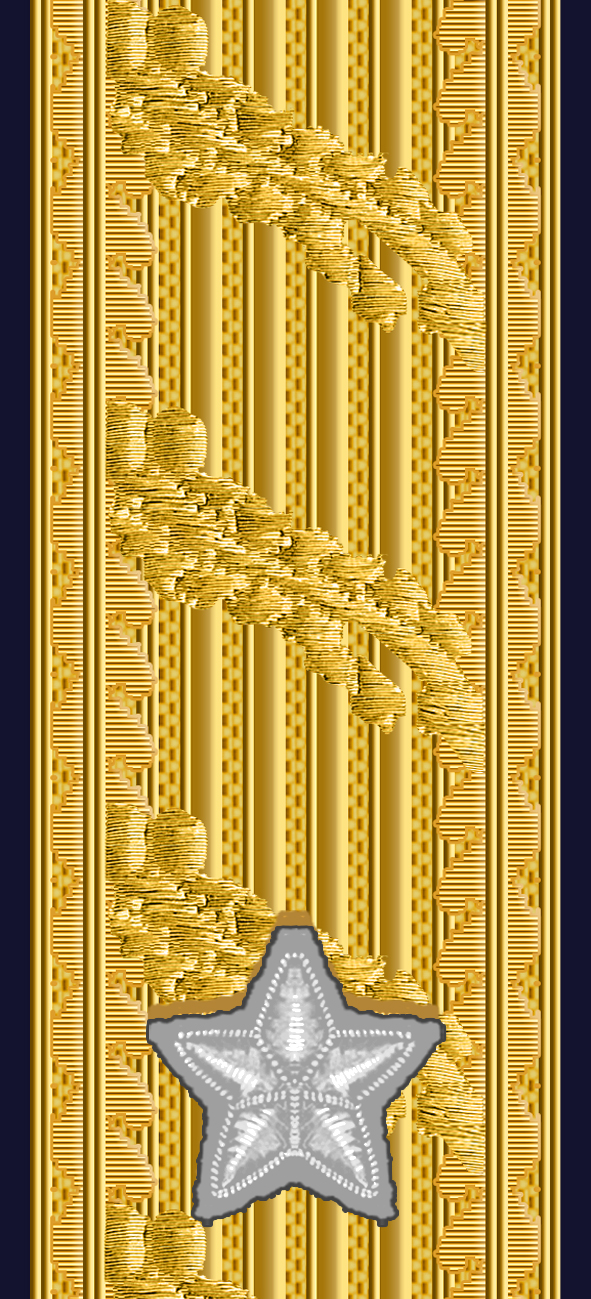
Sverige, amfibie (sjöstridsdräkt)
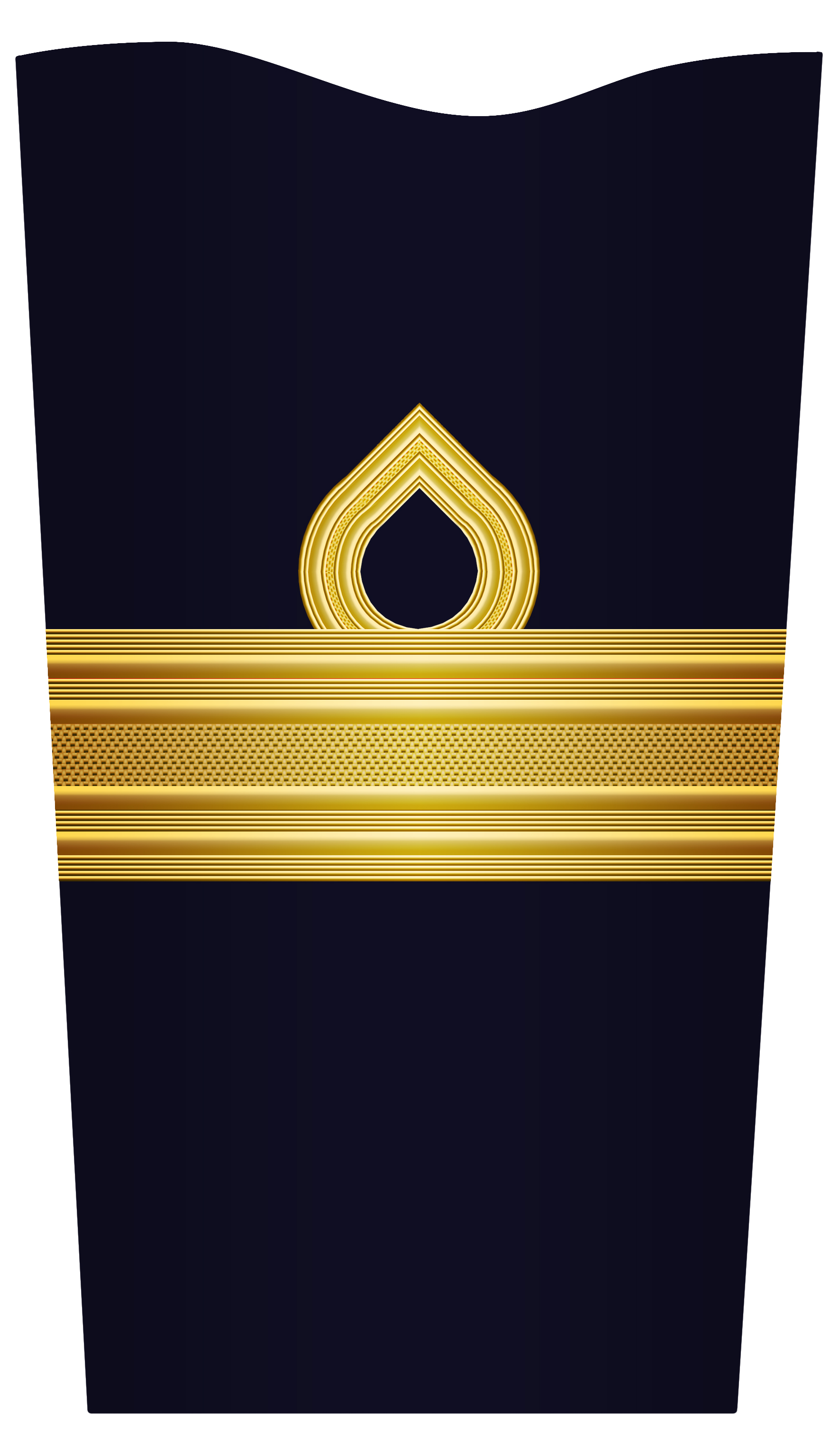
Sverige, amfibiekåren (ärm på uniform m/48)
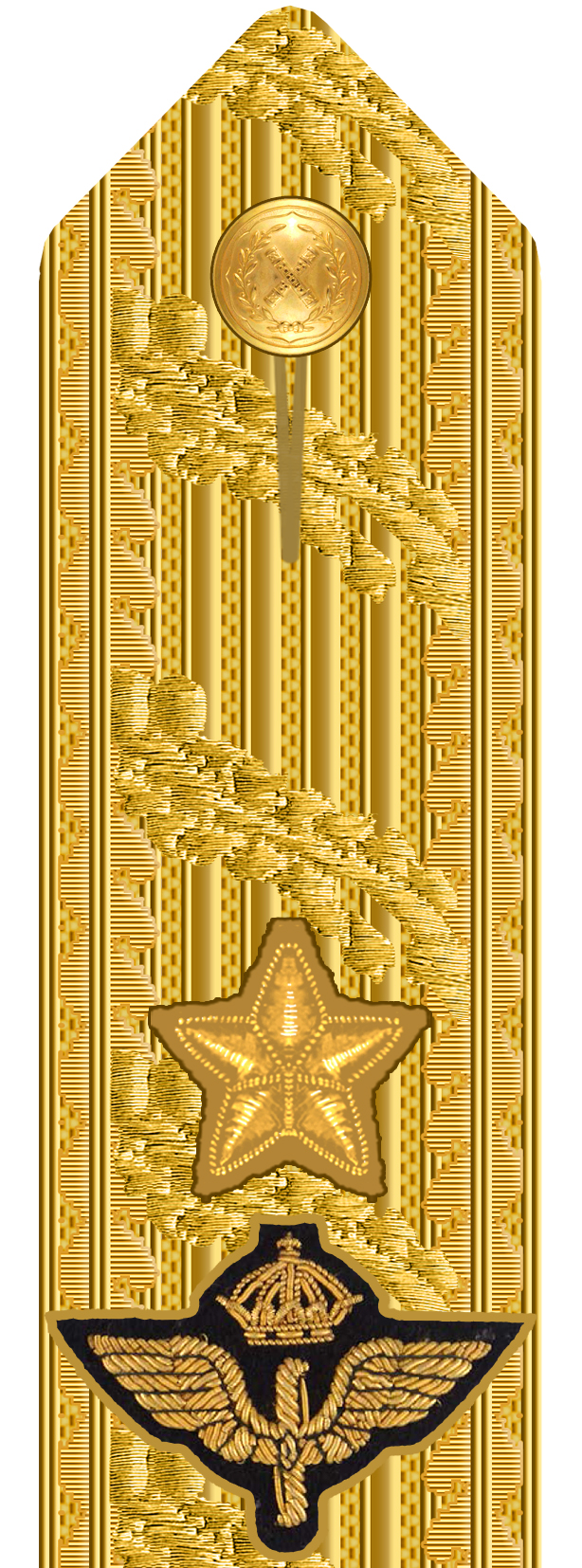
Sverige, flygvapnet (uniform m/87)
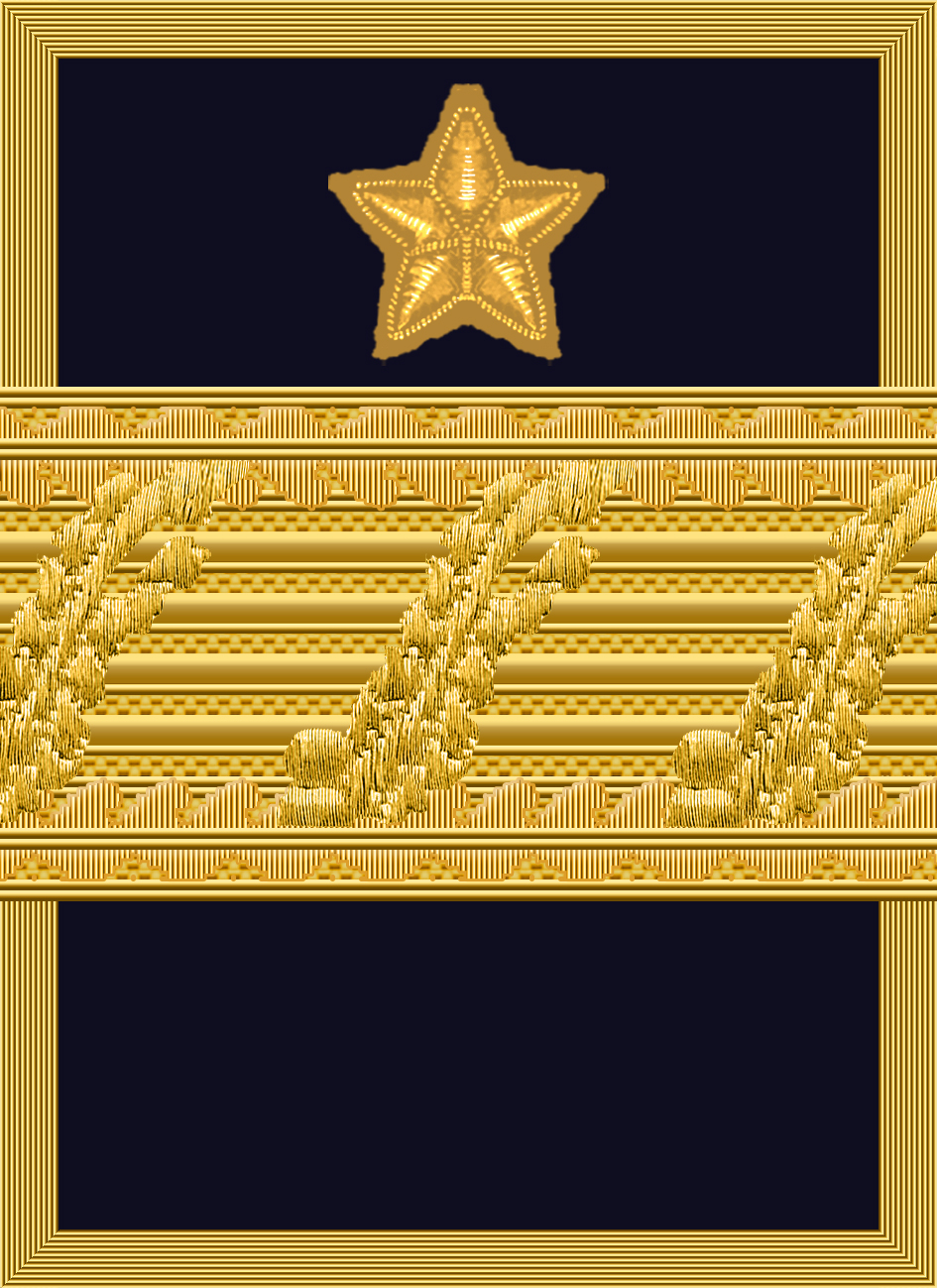
Sverige, flygvapnet (flygstridsdräkt)